# Johannes Hoornbeek

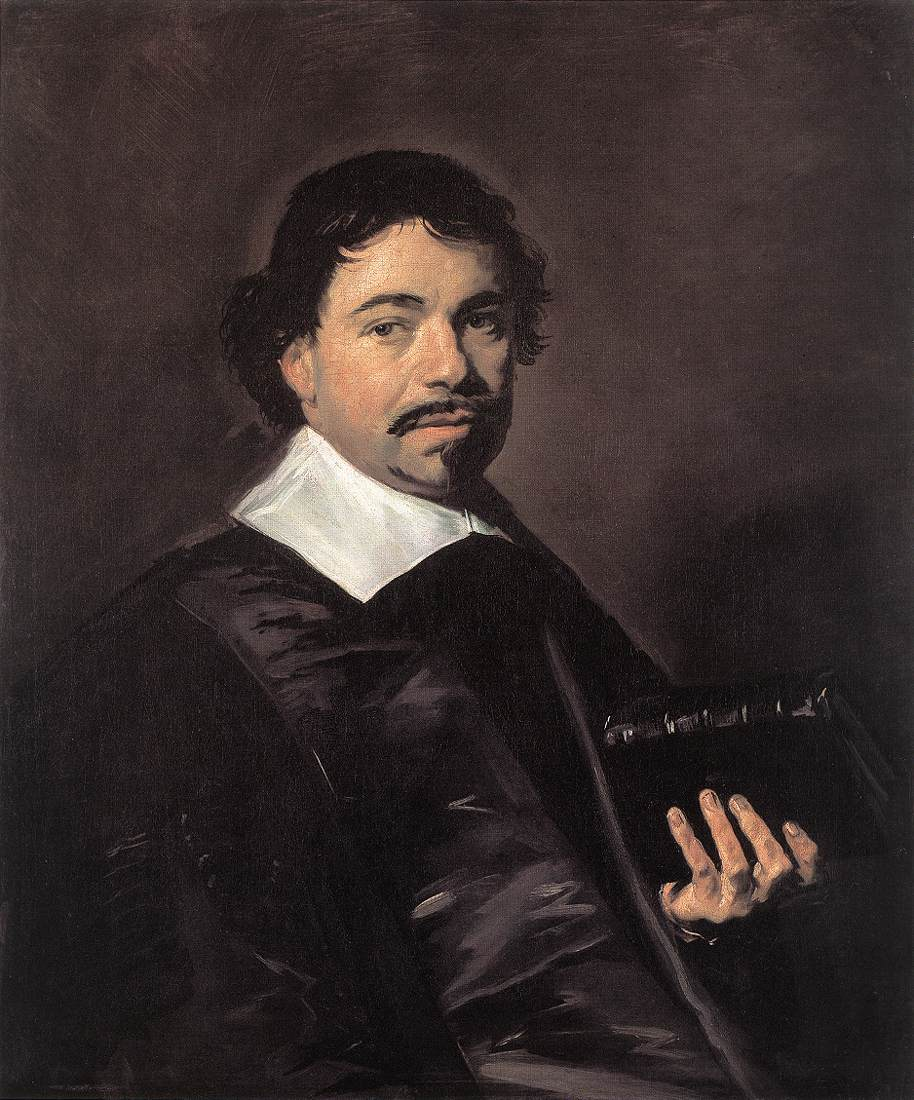
Hoornbeeck av Frans Hals.

Johannes Hoornbeek, född den 4 november 1617 i Haarlem, död den 23 augusti 1666 i Leiden, var en nederländsk reformert teolog. 
Hoornbeek var anhängare till Gisbertus Voetius och skrev tillsammans med honom om andlig desertering. Han var professor i teologi vid universiteten i Leiden och Utecht. Han porträtterades av Frans Hals.
Hoornbeck var författare av polemiska verk. Bland hans många arbeten märks De Conversione Indorum et Gentilum, libri duo (om omvändelsen av den infödda befolkningen i Asien och Amerika) och Pro Convincendis, et Convertendis Judaeis, libri octo (om omvändelsen av judarna).
Han angrep socinianerna, mennoniterna, remonstranterna och cartesianerna. En samling av hans skrifter var Summa Controversiarum Religionis; Cum Infidelibus, Hæreticis, Schismaticis: Id Est, Gentilibus, Judæis, Muhammedanis; Papistis, Anabaptistis, Enthusiastis et Libertinis, Socinianis; Remonstrantibus, Lutheranis, Brouvnistis, Græcis från 1653.